# Obusier Type 4 15 cm
L' Obusier Type 4 15 cm (四年式十五糎榴弾砲, Yonenshiki Jyūgosenchi Ryudanhō) était un obusier lourd de 150 mm utilisé par  l'Armée impériale japonaise durant la Seconde Guerre sino-japonaise et la Seconde Guerre mondiale. La dénomination  Type 4 indique que cette pièce d'artillerie a été adoptée par l'Armée durant la 4e année du règne de l'Empereur  Taishō  soit  1915 dans notre calendrier grégorien

## Histoire et développement
L'obusier Type 4 de 15 cm a été conçu en 1915 par l'arsenal d'Osaka afin de remplacer l'obusier Type 38 15 cm dont la portée pratique était trop faible (5 900 m). Il a été produit en grande quantité pour devenir la pièce d'artillerie de 150 mm standard de l'Armée japonaise jusqu'en 1936.
L'Obusier Type 96 15 cm devait le remplacer au début de la Seconde Guerre mondiale, mais on le retrouvera encore sur tous les fronts de cette période  jusqu'à la Guerre civile chinoise où il fut utilisé  par les  armées chinoises de deux camps.

## Conception
Le Type 4 fut le premier obusier japonais à utiliser un mécanisme d'amortisseur de recul hydropneumatique à la place d'un hydraulique mais sa caractéristique la plus notable était sa légèreté en comparaison des autres pièces d'artillerie de même calibre de l'époque. Son affût avait été redessiné pour permettre une hausse plus élevée, augmentant ainsi son efficacité sur terrain accidenté ou dans la jungle.
De plus, pour faciliter le déplacement sur grandes distances, le Type 4 pouvait être scindé en deux parties. Le canon était retiré de l'affût et mis en remorque à sa suite à l'aide d'une paire de roues supplémentaires, le tout était remorqué par un attelage de 6 chevaux. Bien évidemment, cette opération nécessitait plus de temps pour sa mise en batterie, mais augmentait significativement sa mobilité dans des secteurs difficiles d'accès.
Les munitions utilisées étaient des obus de 150 mm explosifs, anti-blindage, à shrapnel, fumigène, chimique et même incendiaires.

## Engagements
Le Type 4 de 15 cm était obsolète au début de la Seconde Guerre Sino-Japonaise, mais les dotations insuffisantes de son remplaçant (Type 9 615 cm) firent qu'il resta en service  jusqu'à la fin de la Guerre du Pacifique.
Le Type 4, comme à l'instar de l'obusier Type 38 de même calibre, fut encore utilisé avec succès contre les Forces chinoises  dans les premiers temps de la Guerre où celles-ci manquaient d'artillerie lourde. Le rapport de force changea (Batailles de Wuhan et Changsha) quand les chinois reçurent les canons allemands de 150 mm sFH 18, qui leur permirent d'engager les artilleurs japonais à distance sans craindre des tirs de contre-batterie.
Des pièces capturées par les Chinois ou abandonnées sur place par les Japonais furent utilisées encore durant la Guerre civile chinoise  aussi bien par l'Armée nationale révolutionnaire du Gouvernement nationaliste que par l'Armée de Libération du Peuple du Gouvernement communiste chinois.

## Médias

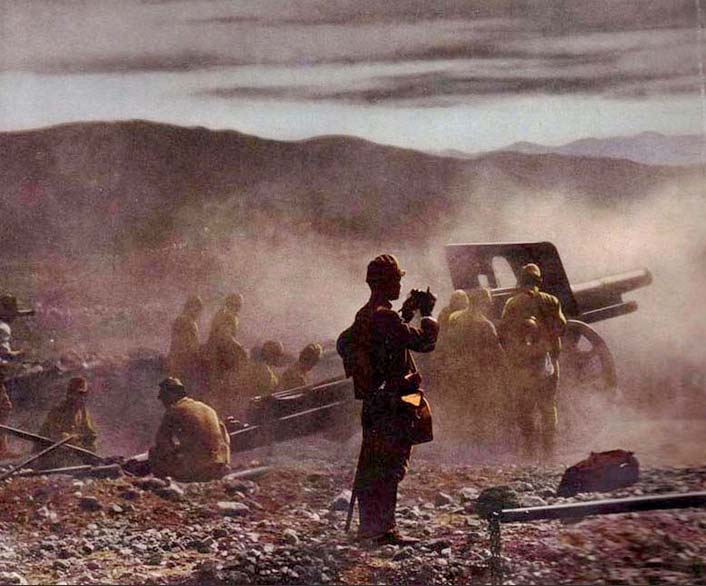
Obusier Type 4 de 150 mm japonais sur le front chinois lors de la Guerre sino-japonaise (1937).
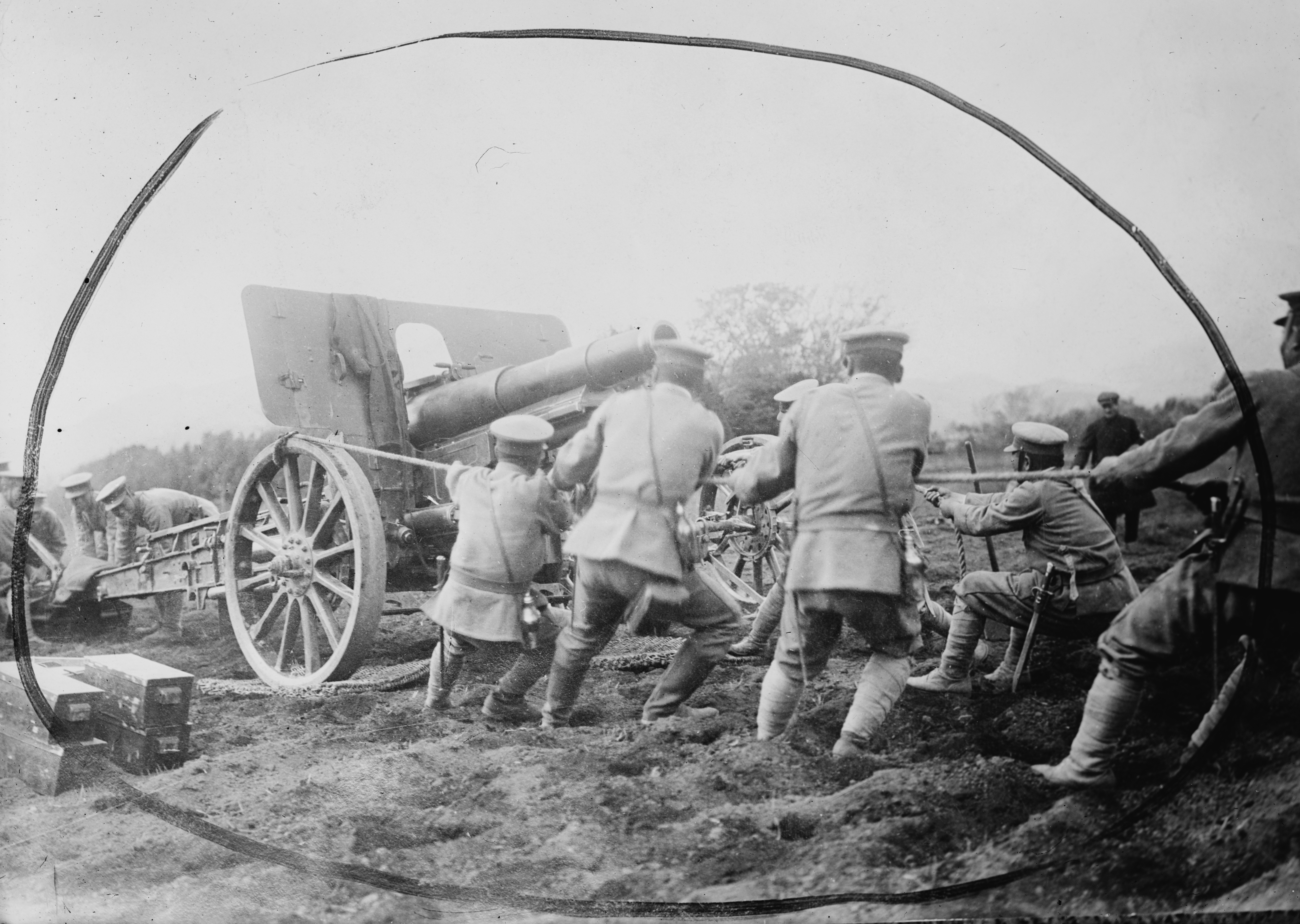
Obusier Type 4 en manœuvre avec l'Armée impériale
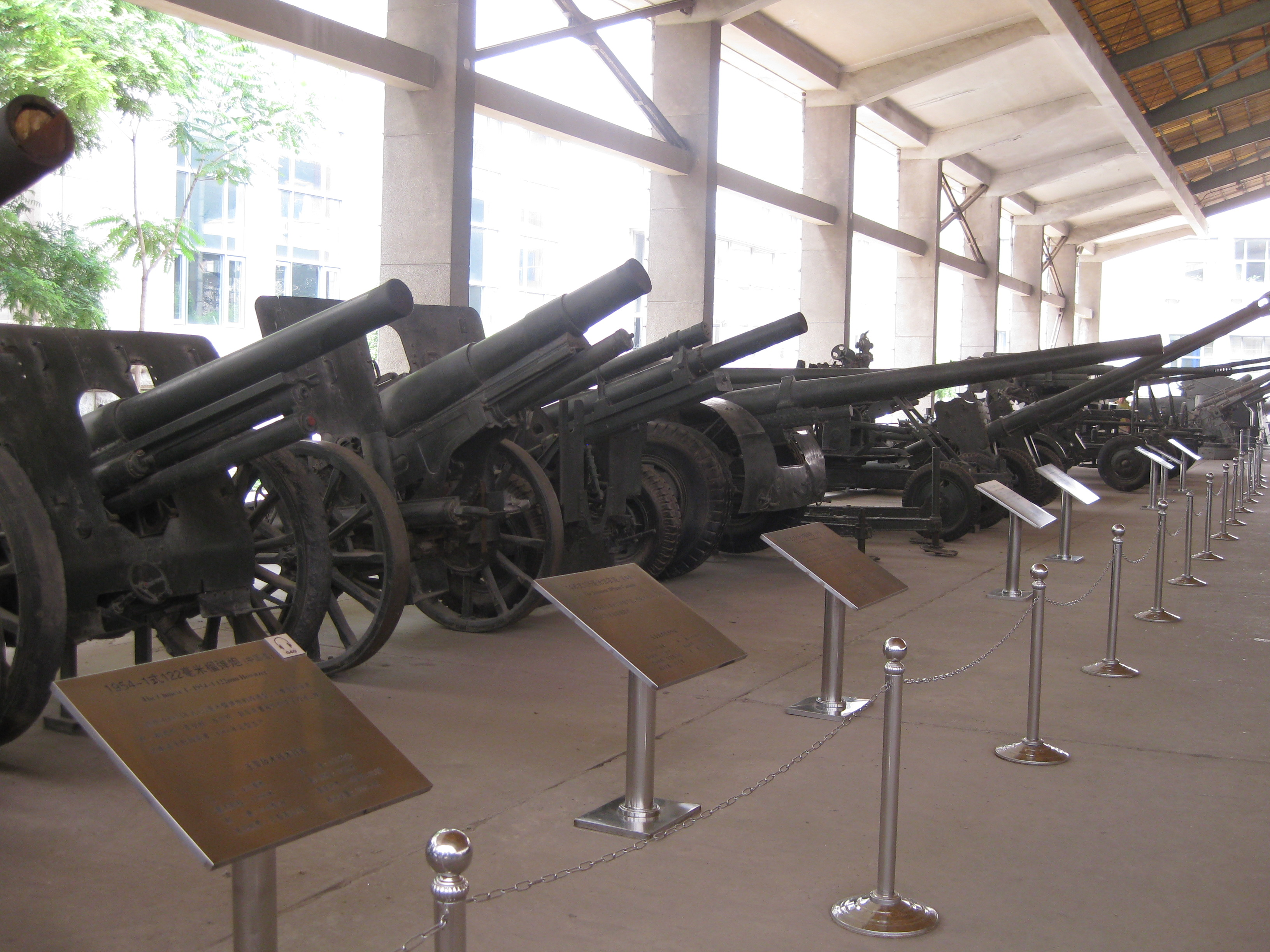
Type 4 15 cm exposé au musée militaire de la "Révolution du Peuple Chinois" (2e en partant de la gauche)